# Odd radio circle

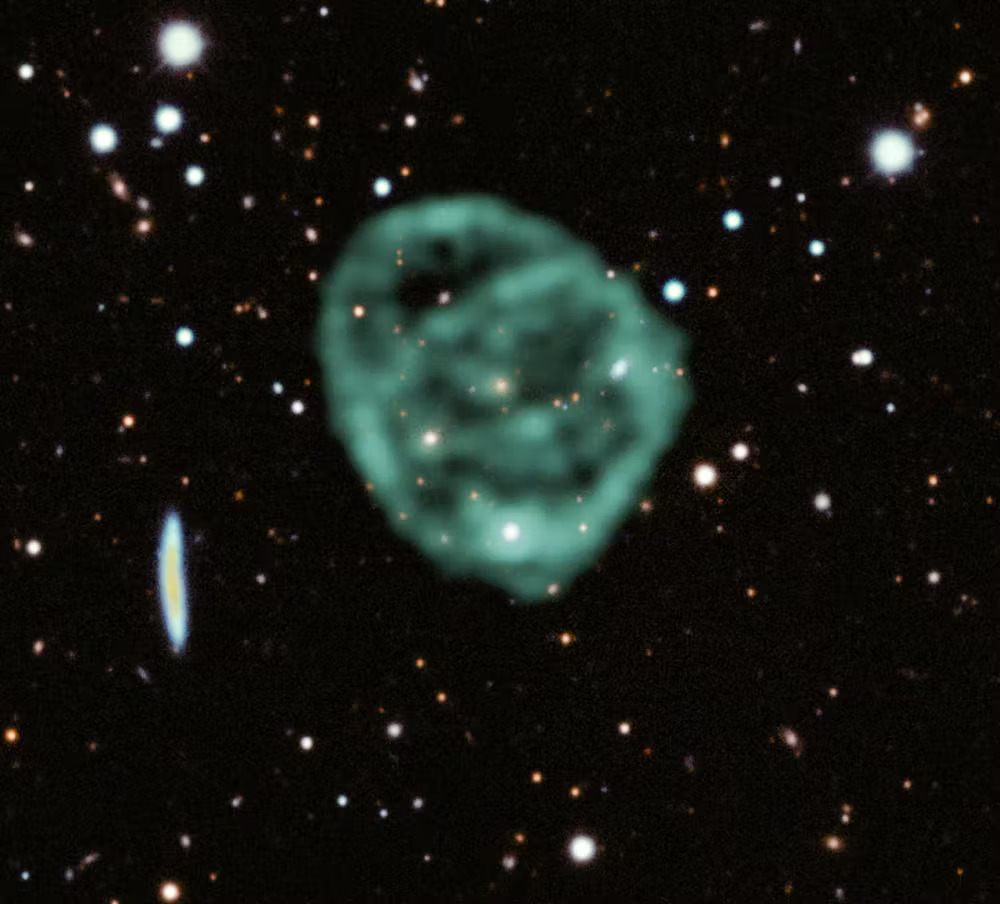
ORC J2103-6200

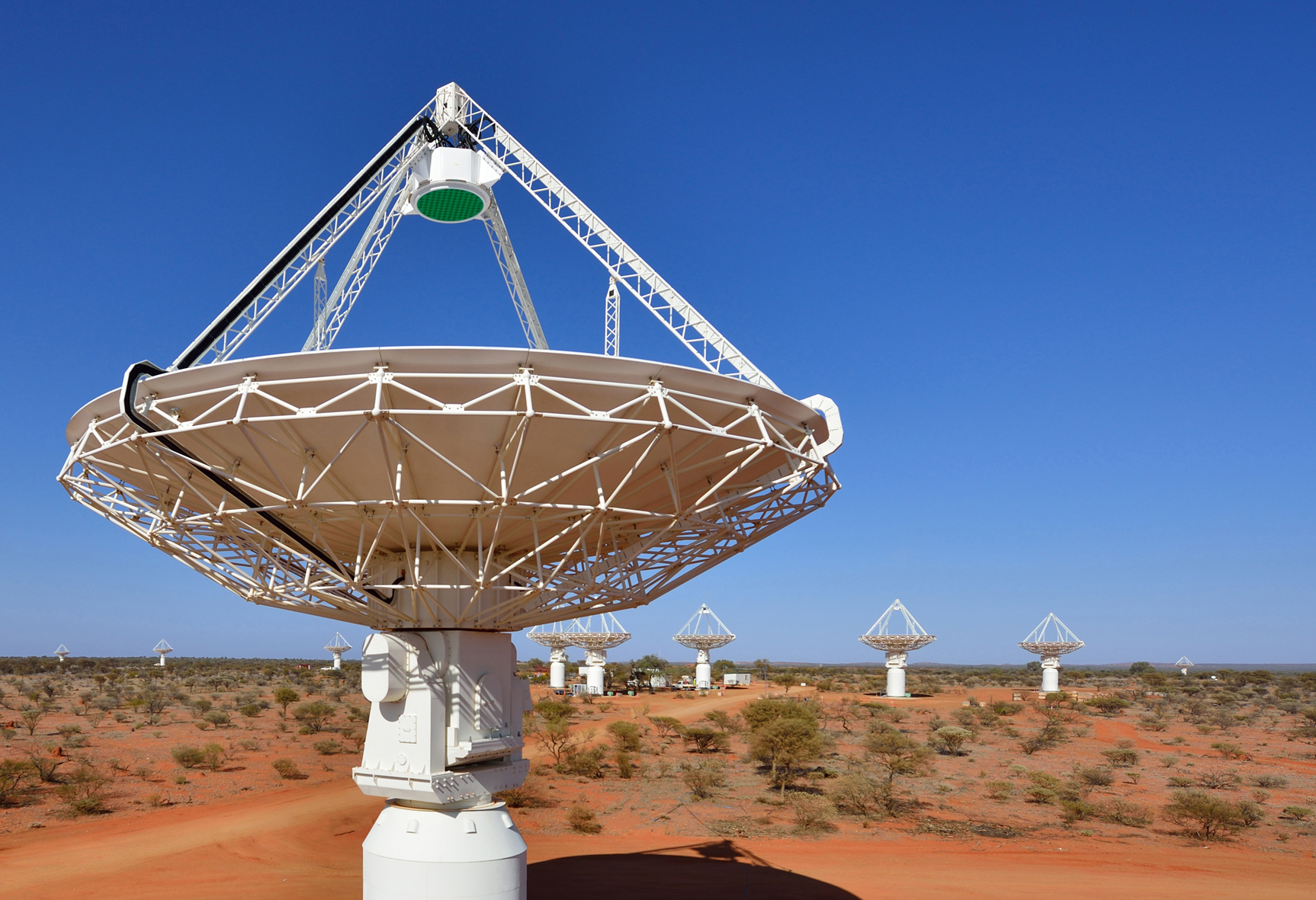
Het Australische observatorium ASKAP.

Een odd radio circle (ORC), letterlijk vertaald een 'ongewone radiocirkel', is een zeer groot cirkelvormig astronomisch object, tot vijfhonderdduizend lichtjaar in doorsnee. Het is zichtbaar doordat het radiostraling afgeeft, waarbij de straling het sterkst is aan de randen. De eerste werd in 2019 ontdekt en tot en met 27 april 2021 zijn er slechts vijf van zulke objecten (en misschien nog zes andere) geobserveerd. De verklaring voor dit verschijnsel is onderwerp van onderzoek en discussie. De geobserveerde ORC's stralen in het radiobereik, maar niet in het zichtbaar spectrum, infrarood of röntgenstraling. Drie van deze ORC's bevatten een optisch waarneembaar sterrenstelsel in hun centrum, wat de suggestie opwerpt dat deze stelsels ze wellicht hebben geproduceerd.

## Omschrijving
ORC's zijn pas laat in 2019 ontdekt toen astronome Anna Kapinska het EMU-project (Evolutionary Map of the Universe) bestudeerde van het Australische ASKAP antennepark. Elk van deze ORC's hebben een diameter van ongeveer 1 boogminuut en bevinden zich hoogstwaarschijnlijk op een flinke afstand van het galactisch vlak. Voor de verklaring van de aard van deze verschijningen denkt men onder andere aan een schokgolf. Deze kan ontstaan zijn met of uit Fast Radio Bursts, gammaflitsen en samensmeltingen van neutronensterren. Als dit echter de verklaring is, moet het ontstaan van de waargenomen ORC's volgens de onderzoekers lang geleden zijn gebeurd.
Astronomen hebbenopgemerkt dat de cirkelvormige eigenschappen alom vertegenwoordigd zijn in astronomische objecten van radiostraling. Deze zijn meestal afkomstig van een bolvormig fenomeen zoals een supernovarest of planetaire nevel, een materieschijf van een ster uit hevige sterrenwind, het loodrechte aangezicht op een protoplanetaire schijf of een stervormend sterrenstelsel. De mogelijkheid dat de objecten veroorzaakt werden door problemen met het kalibreren van instrumenten, of het verkeerd gebruik van deconvolutiemethoden zijn eveneens uitgesloten. Men vond een klasse van cirkelvormige kenmerken in het radiobereik dat schijnbaar geen overeenkomsten heeft met enig bekend object of metingsafwijking, maar er alle schijn van heeft een nieuw soort hemellichaam te zijn.
In 2024 werd een onderzoek gepubliceerd waarmee een verklaring werd gegeven voor het ontstaan van minstens een van de gevonden ORC's, namelijk door observaties op ORC4 van het Keck-observatorium. Deze ORC ontstond waarschijnlijk door een relatief korte periode waarin grote sterren werden geproduceerd die snel opbrandden en exploderen als supernova's, een zogenaamd Starburststelsel. Wanneer dit relatief kort achter elkaar gebeurd ontstaat een sterke sterrenwind die gas het sterrenstelsel uitgeblazen wordt. Dit gas raakt het gas dat zich reeds buiten het sterrenstelsel en een veel lagere snelheid heeft. Deze botsing heeft een schokgolf tot gevolg gehad. Mogelijk keerde de stroom zich weer naar binnen waarna een tweede schokgolf ontstond. De inmiddels tot stilstand gekomen schokgolven zijn nog steeds zichtbaar als radiogolven. Mogelijk werd het starburststelsel zo'n 1 miljard jaar geleden gevormd door de botsing van twee sterrenstelsels.